# Marcas de cantero
Las marcas de cantero son símbolos o alegorías grabadas por los canteros en la piedra que en la Antigüedad y Edad Media representaban realidades o ideas abstractas mediante sus rasgos, figuras o atributos; en la actualidad desconocemos su interpretación por haber perdido o cambiado su significado simbólico. Forman parte de los llamados signos lapidarios, término que proviene del latín lapis, lapidis (piedra), signo grabado en la piedra. Otros tipos de signos lapidarios son los ideogramas y los modernamente conocidos como grafitis, que suelen verse en el exterior de los templos.
Se grababan con un cincel fino. Su morfología está tomada del lenguaje y oficios medievales. Actualmente pueden observarse en edificios de los siglos XI al XV.
Estudiándolas, se pueden conocer muchos detalles acerca de estos constructores anónimos, etapas cronológicas de la construcción, grado de experiencia, cuántos canteros trabajaron en la obra, etc. La disciplina que estudia, clasifica e investiga los signos lapidarios se llama Gliptografía.

## Historia
Algunos autores afirman que su origen se remonta a los grabados en edificios antiguos de Egipto, Mesopotamia, Grecia y antigua Roma de significado mitológico o en memoria de sucesos importantes de su historia.
Hasta mediados del siglo XIX, estos signos no tenían gran interés ni se estudiaban. En una enciclopedia de principios del siglo XX se los describía como:

«...conjunto de signos extraños, encontrados en casi todas las paredes de nuestras iglesias, catedrales, y construcciones medievales, se suponen signos "mágicos".»

Los primeros estudios sobre ellas se remontan al siglo XIX relacionándolas con la astrología y magia.
El Padre Sarmiento, Pedro José García Balboa en su Viaje a Galicia en 1745,  las mencionaba como:

«...curiosas letras...

...señales de los pedreros para la coordinación de las piedras...»

Mr. Lyon, apoyándose en el Minute Book de la Logia de Edimburgo y George Godwin editor del Builder, basándose en estudios personales de marcas encontradas en iglesias de Inglaterra, afirman: 

«...existe una gran variedad de signos, que pueden inscribirse en tres grupos; el primero el más habitual y variado, constituido por figuras geométricas, ángulos, curvas, círculos, etc., pertenecientes a los constructores que colocaban las piedras, un segundo formado por caracteres alfabéticos, letras sencillas o dobles (las iniciales de los nombres de los que trabajaron esa piedra), y un tercero, con significado simbólico o religioso, formado por símbolos como el pentalfa de Pitágoras, el sello de David o de Salomón (dos triángulos superpuestos, la estrella de seis puntas, un talismán de gran eficacia), la esvástica o cruz budista y el Vesica Piscis o símbolo de Jesús de los cristianos antiguos.»

Godwin en 1841 informaba a la Society of Antiquaries mediante una nota en la revista Archeologia sobre la existencia de esas marcas en Inglaterra y el Sessional Papers n.º 9 (1868-1869) del Royal Institute of British Architects incluye ejemplos de marcas.
 
 
 
Victor Didron en Signes lapidaires du Moyen Age, Annales Archeologiques, vol. III, 1845 y Viollet-le-Duc en Dictionnaire raisonné de l'architecture française du XIe au XVIe siècle (1854-68) las catalogaban como firmas de canteros:

«...Las marcas de cantero son signos lapidarios pertenecientes a la categoría de signaturas personales de los canteros, aparejadores y Maestros de Obra, que en muchos casos servían para señalar el trabajo realizado por cada uno, para así determinar el estipendio correspondiente.»

Frank Rziha en su Études sur les marques de tailleurs de pierre (Viena 1880, traducción francesa de 1993), basado en su estudio sobre una muestra de 10000 marcas de cantería, afirma que las cuatro Grandes Logias de la antigua Bauhütte del Sacro Imperio germánico, Estrasburgo, Colonia, Viena y Berna, utilizaban marcas diseñadas según las llamadas redes elementales, (triangular, cuadrática, trilobulada y polilobulada) que permitían identificar la logia a la que pertenecía cada Maestro.
 
Vicente Lampérez y Romea (1861-1923), uno de los primeros historiadores españoles en estudiarlas, las llama signos lapidarios en su Historia de la Arquitectura Cristiana Española en la Edad Media, (1930) haciendo las siguientes afirmaciones:

«… son el alfabeto de un lenguaje mágico y esotérico ... caldeo.»

«… son marcas hechas por los canteros para el ajuste y asiento de los sillares.»

«… son las firmas y signaturas de cada cual, para facilitar la posterior liquidación y cobro del trabajo.»

«… son marcas personales de cada cantero referentes a su nombre (en forma de inicial o monograma), a sus creencias o devociones (un objeto simbólico o alegórico), a su estado social o profesión pasada o presente (un signo de esclavitud o un útil) o la época en la que se labró la obra (un signo astrológico, etc.)»

«… podrían ser, en algunas ocasiones, conjunta o independientemente de algunas de las anteriores significaciones, una signatura del donante de un sillar, de una columna, de una bóveda, etc.»
Lampérez y Romea, V.

M.P. Villamil en Estudios de Historia y Arte, La catedral de Sigüenza (1899)
 
los define:

«... Reciben el nombre de marcas lapidarias ó signos lapidarios ciertas rayas grabadas en los sillares de los monumentos de la Edad Media, que representaban por lo regular letras, flechas, cruces y otros dibujos sencillos de forma caprichosa. En los muros de nuestra Catedral (Sigüenza) hay muchos y variados, sin que pueda establecerse una clasificación, porque este es un estudio que todavía no ha dado resultados científicos y aun es muy posible que no los de nunca, pues probablemente no son más que señales con que cada cantero distinguía sus piezas de las ejecutadas por sus compañeros ...»

«... por los cotejos de estos signos se pueden sacar algunas enseñanzas y calcular la época en que fueron labrados los sillares que los contienen ...»
Pérez-Villamil, V.

Jean-Auguste Brutails en su Compendio de Arqueología de la Edad Media (1923), indica:

«… desde la remota antigüedad y en gran parte de la Edad Media los canteros señalaban con frecuencia los bloques de piedra con marcas de fácil diseño y sencillas en general»

«…esos signos del aparejo indicaban a veces la forma y orden en que debían ser colocados los bloques»
Brutails, J.A.

En la época medieval, las logias de canteros asignaban una marca a cada aprendiz que alcanzaba el grado de maestro, comprometiéndose a utilizarla en todos sus trabajos; sus descendientes la personalizaban mediante pequeñas modificaciones en su diseño.

Actualmente, la hipótesis más aceptada es la expuesta por Victor Didron y la opinión más generalizada es que se trata de marcas de propiedad, utilizadas por las agrupaciones de oficios artesanos para contabilizar el número de piezas trabajadas por cada cantero y de esta forma cobrar por la cantidad de piedras labradas, marcas de posición y ensamblado para que el albañil las colocara en una posición determinada y signos que permitían identificar las logias, gremios y talleres en la Edad Media.

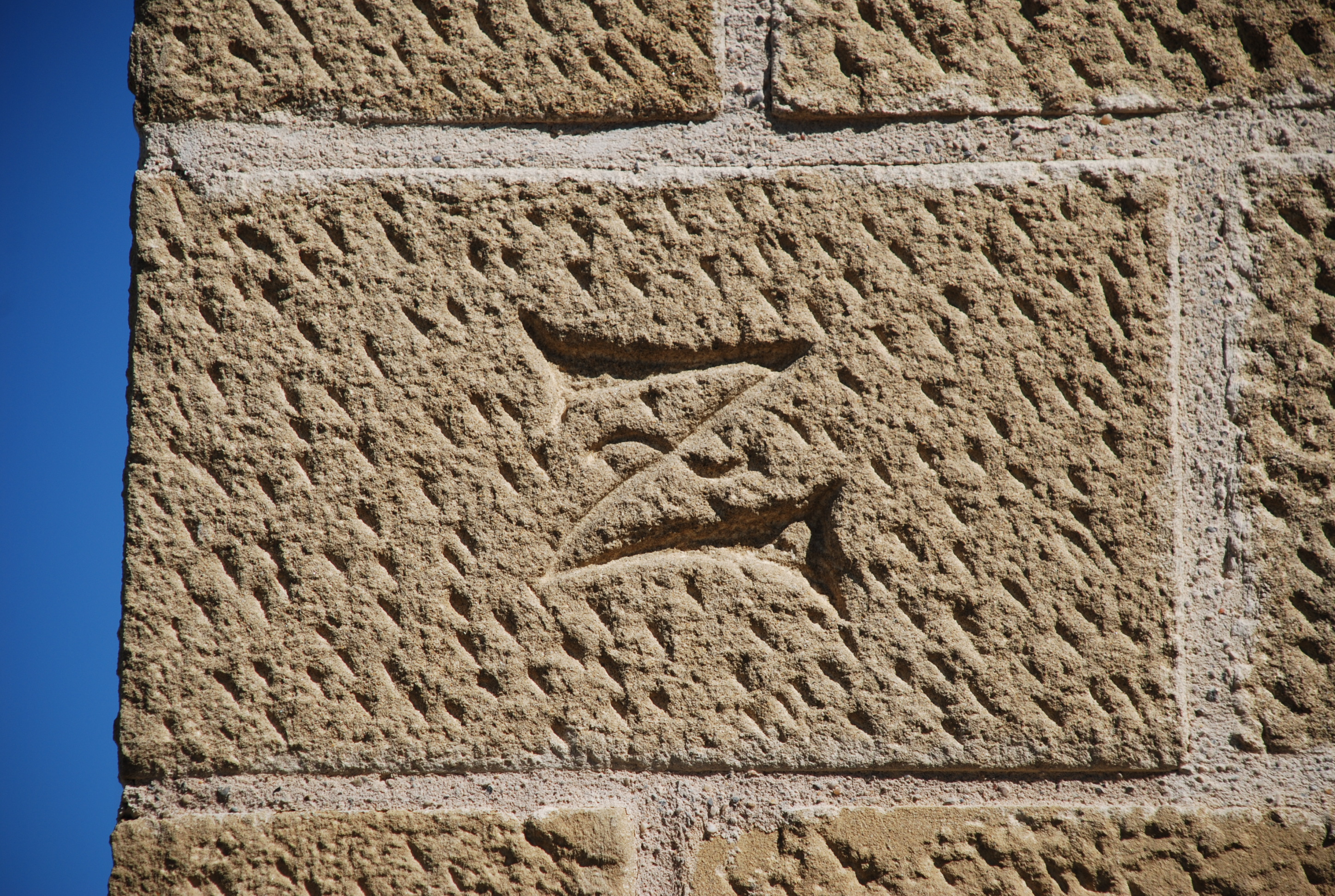
Marca de restauración moderna. Castillo de Sádaba (Zaragoza).

En general se considera que indican:
- Cantera de procedencia de la piedra.
- Indicaciones de posición de los sillares.
- Trabajo realizado.
- Maestro cantero y logia principal.
- Otros conceptos.

Pueden aparecer en cualquier parte de edificios civiles y religiosos, especialmente en los construidos entre los siglos XI al XIV.

No han sido identificadas en edificios prerrománicos (visigótico, asturiano, mozárabe, etc.), siendo muy escasos en la Edad Moderna, desapareciendo en su totalidad a partir del siglo XVIII, aunque a partir del s XX, con el auge de la conservación de monumentos, se comienza a identificar algunas rehabilitaciones con marcas contemporáneas como Z, R, la de J.C. Torbado y otras.
 

## Gremios y logias
En la Edad Media, los trabajos relacionados con la piedra eran ejecutados por grupos de hombre libres e independientes que se asociaban en logias, (los gremios actuales), y ofrecían su trabajo a la nobleza y el clero, los únicos estamentos sociales que podían sufragar los enormes gastos que conlleva este tipo de actividad; estos a cambio, les concedían exenciones de impuestos, derecho de libre circulación y absolución de sus pecados.
Los miembros de estos gremios viajaban libremente por Europa, manteniendo entre ellos estrechos lazos fraternales y de hospitalidad.

«El Papa Bonifacio IV, año 614 otorgó privilegios a los canteros ....

 ...los liberaba de estatutos locales, impuestos, etc.»
Martinéz Prades, J.A.   p. 11

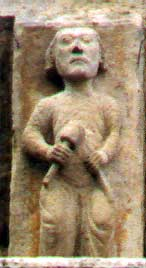
Maestro cantero representado en un canecillo medieval.
Igl. de la Magdalena (Tudela).

Según grabados, inscripciones, lápidas y evidencias documentales de la época, en el siglo XIX el maçon era un trabajador que realizaba construcciones en piedra, los enlucidos y los morteros. Basándose en las funciones que realizaban, sus miembros eran conocidos como:
- maestros, magister (fabricae, muri, operis, artifex practicus, scultor, etc); [12] arquitecto, maestro de obra y escultor que realiza actividades individuales, creativas y únicas que requieren formación, conocimientos y experiencia especiales. Preparaba los detalles, dirigía y coordinaba los trabajos; se distinguía por la facultad de comprender el conjunto, los detalles, la idea y la ejecución de la obra.
- maestros-compañeros, maçon (tailliator petrae, caesor lapidum, etc); coordinaban y dirigían varios obreros. Cantero especializado y con experiencia que realiza trabajos repetitivos del tipo de talla de capiteles, dovelas, molduras, etc.
- compañeros, obreros y ayudantes, Famuli (lapicida, scarpelator, cementarius, etc); realizaban trabajos que solo precisaban actividades físicas tales como mover piedra y herramientas, preparar mortero, etc. Eran canteros en general y ayudantes, con frecuencia locales, que realizan trabajos repetitivos y mecánicos que no precisan de preparación especial (extraer piedra, labra y colocación de sillares, etc.) pagados por volumen de trabajo. [10]

(Extraído de diversas fuentes y conocidas imágenes de la época.)
Cada categoría utilizaba la marca del equipo de trabajo, de la logia o la suya propia para identificar los trabajos. La marca de una logia no solo puede representar al maestro que la utilizaba, sino también al grupo de operarios que la formaba, compuesto generalmente entre 6 y 15 personas.
Cuando un aprendiz alcanzaba el grado de maestro y solicitaba el ingreso en este gremio, recibía su marca personal que debía reproducir en todas sus obras y servía para identificarse.
Los hijos podían utilizar la marca del padre al pertenecer a su grupo, cuando se independizaban añadían alguna característica, un trazo adicional, un círculo en un extremo, en otros casos doblando unos de los brazos (si era una cruz) transformándose en la cabeza de un báculo. Así se pueden encontrar marcas muy semejantes en la misma obra, que indican el trabajo en grupo de miembros de la misma familia.

### Marca de cantero
«... Es el signo otorgado por una lógia a los aprendices que alcanzaban el grado de compañero, se utilizaba como: 
- Señal de compromiso, obligaciones y derechos con la logia que la otorgaba.
- Prueba del lugar de nacimiento.
- Medio de reconocimiento al visitar otras lógias.
- Era otorgada y modificada solo por el maestro de la lógia....»

Puente, J.L.  p. 20

### Marca de honor
Los maçones que trabajaban en las partes comunes de los edificios, dejaban su marca en los sillares con los que construían los muros. Los maestros, que diseñaban el edificio y construían zonas que precisaban más pericia o especialización como: clave y dovelas de las arquivoltas, cruz de las ojivas, capiteles, etc., dejaban su marca de honor en un área visible de ellas. 
Con el paso del tiempo, a medida que las corporaciones de constructores fueron ganando reconocimiento y reputación, la tendencia fue incorporar la marca de honor de maestros destacados en su lápida en forma de escudo similar a los escudos de armas de los nobles, de los que se diferencian por ser de menor tamaño y que habitualmente se sitúan debajo de ellos.  A partir del periodo gótico, siglo XIV, algunos maestros, obispos, regentes, benefactores, etc., incorporaban su marca a una placa pequeña o medallón colocada en el busto de sus estatuas. Rziha   p. 45

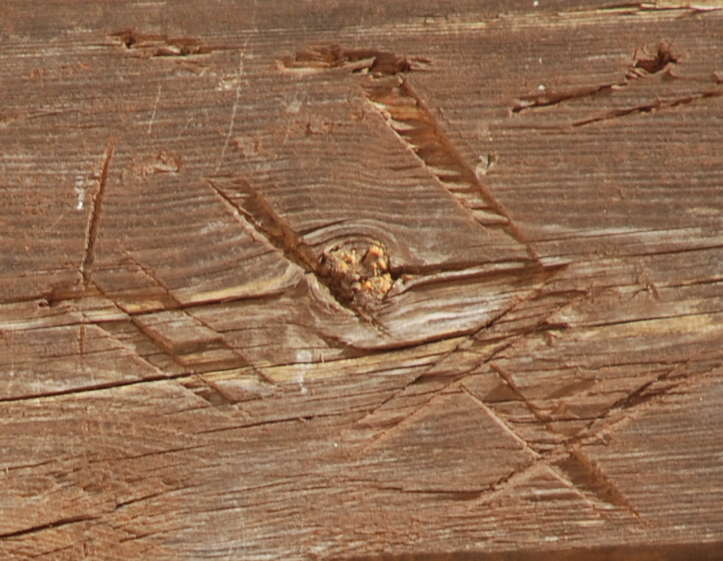
Marca de carpintero (moderna) en la iglesia de Puebla de Valles (Guadalajara).

En sus inicios, los canteros y carpinteros formaban parte del mismo gremio. Los carpinteros marcaban las vigas igual que los canteros, pero los incendios, habituales en la época medieval, las eliminaron casi en su totalidad.
En 1617, el gremio de artesanos de marcos para cuadros de Amberes acordó incorporar su marca en los trabajos que realizaban.

El museo de armas de los sultanes del palacio Topkapi (Estambul) exhibe, oct/2012, una espada que en la unión entre la hoja y empuñadura muestra marcas de tamaño adaptado al contexto similares a las de los canteros, posiblemente del artesano que la fabricó.

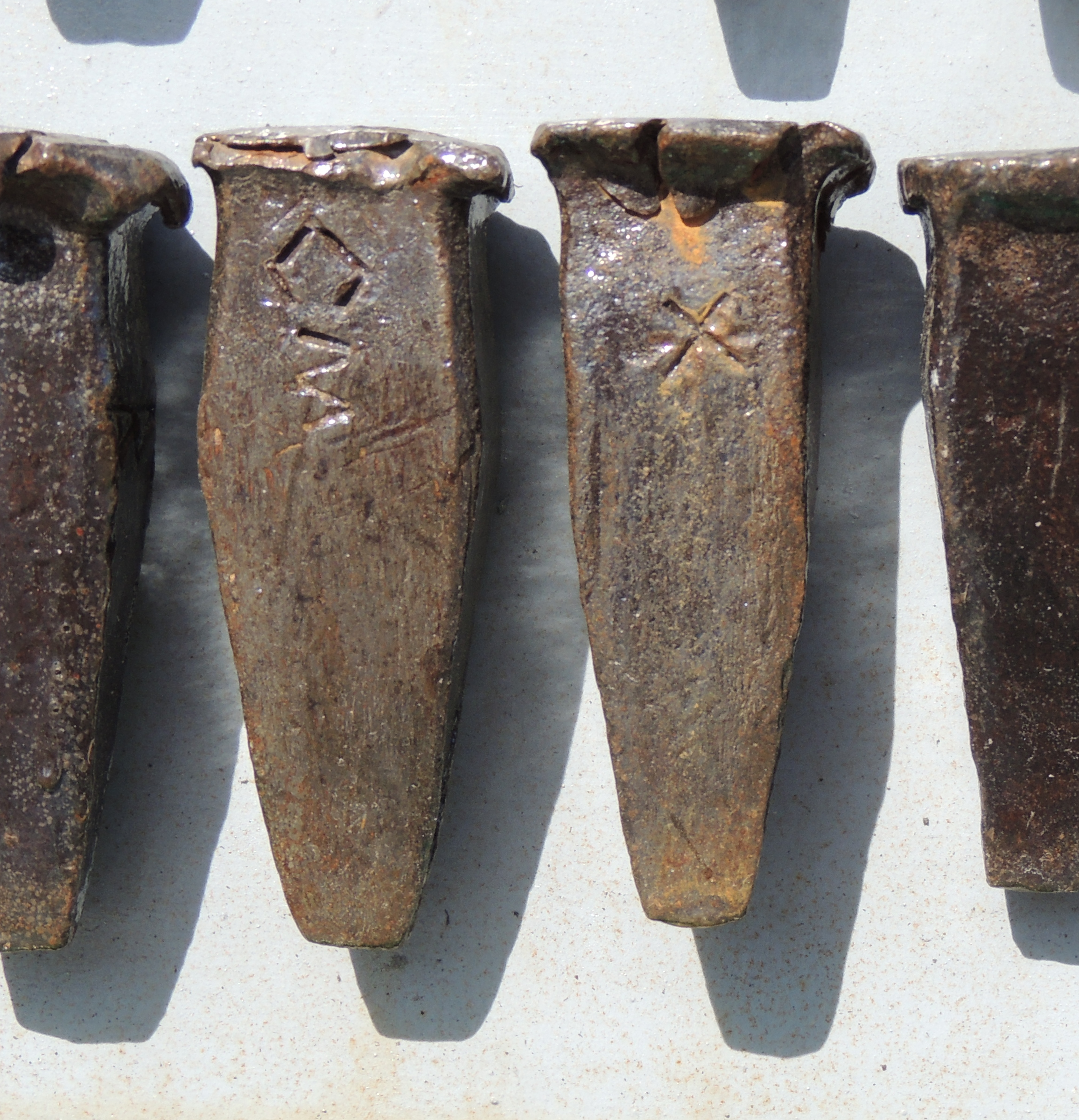
Herramientas de cantero (cuñas) con marcas de propiedad, Moralzarzal (Madrid),

Al igual que hacen actualmente, es muy probable que los canteros medievales también aplicaran su marcas personales a las herramientas especializadas que utilizaban.
Estos utensilios sufren un desgaste acusado con el uso normal, precisando un continuo afilado que habitualmente lo realiza el herrero; para facilitar su identificación, los canteros las aplican sus marcas, la mayoría de las veces las iniciales de su nombre o el nombre completo.
Al efecto se incluye una imagen de utensilios empleados en cantería desde la extracción de la piedra hasta la colocación obtenidas en Moralzarzal (Madrid) en 2012, un pueblo con amplio historial relacionado con la cantería en cualquiera de sus fases, de cuya importancia económica da muestra el Catastro del Marqués de Ensenada de 1749, cuando dice:
 

«... había en el pueblo (Moral) cinco canteros y como 60 carretas ...»

«... hacian 5 viajes cada 2 meses y les dejaba rendimiento de 16 reales de vellón ...»
Martín Ramos, J. pp. 107-109

La cantería es tan importante en la Sierra de Guadarrama que ha constituido la base fundamental de la economía de muchos de sus pueblos, dando lugar a la construcción de líneas de ferrocarril a principios del siglo XX para transportar la piedra de la Sierra a la capital. Un ejemplo es el ferrocarril del Berrocal.  
El dinero cobrado en la obra se repartía por el maestro cantero entre todo el grupo para cubrir sus necesidades y crear un fondo común para casos de necesidad, de modo similar en su funcionamiento a una mutualidad del siglo XX.

Este tipo de asociaciones han perdurado manteniendo los aspectos básicos de su organización como gremio. En épocas tan recientes como 1922, el Reglamento de la Sociedad de Canteros y Similares de Madrid, Edit. Juan Pérez, pp. 4-5, cita entre sus objetivos:

art. 5º «...Establecer y ejecutar los trabajos colectivamente...»

art. 7º «... socorrer a los asociados...»

respecto a su independencia de los poderes civiles o eclesiásticos, indica:

art. 11º «...no pertenecerá a ningún partido político ni profesará ninguna religión...»

Interesantes ejemplos en el siglo XXI, lo constituyen los gremios y cofradías que usan signos identificativos,  como ganaderos y criadores de reses bravas y los pescadores poveiros de Portugal, también se han identificado trazos estilizados en forma de S sobre piezas de cerámica actual y logos de instituciones, posiblemente con una función similar a las marcas de cantero.

## Signos lapidarios
Dentro de los signos grabados en la piedra, los signos lapidarios relacionados con la cantería pueden inscribirse en dos grandes tipos: 
- Marcas de cantero, utilizadas en los trabajos relacionados con la construcción en piedra.
- ideogramas, que se consideran asociados a religiones, oficios, viajeros devotos, comitentes, mensajes de logias, etc.

Inspirado en el artículo de Lázaro Carrasco E.: Tipos, teorías y significado de las marcas de cantero;   incluye criterios de clasificación de múltiples fuentes.

### Identificación
Las marcas se pueden hallar en las distintas etapas de la construcción, como las del cantero que extraía y cortaba los bloques, no visibles, situadas en el interior del muro o laterales del sillar, utilizadas para informar de la posición más favorable en la que debían ser colocados en obra,   descubiertas en la remodelación de catedrales europeas; los labrantes y tallistas marcaban a su vez la piedra y el asentador de la pieza en el muro también tenía su marca; los carpinteros marcaban las vigas de igual manera que los canteros; el gremio o logia e incluso el maestro-arquitecto en algunos casos dejaban una marca o una inscripción.
Estos signos no solo son del cantero que las trabajaba, con frecuencia se identifican marcas de encargo, por ejemplo del comitente que pagaba la construcción, cofradía de un santo, gremio de artesanos o incluso un mercader individual. El cantero marcaba los sillares que le pagaban con el símbolo correspondiente, algunas veces de diseño muy elaborado.
También es relativamente frecuente encontrar talladas otras formas geométricas como tableros de juegos medievales del tipo de tres en raya, alcorque y similares, usadas para entretenimiento.  

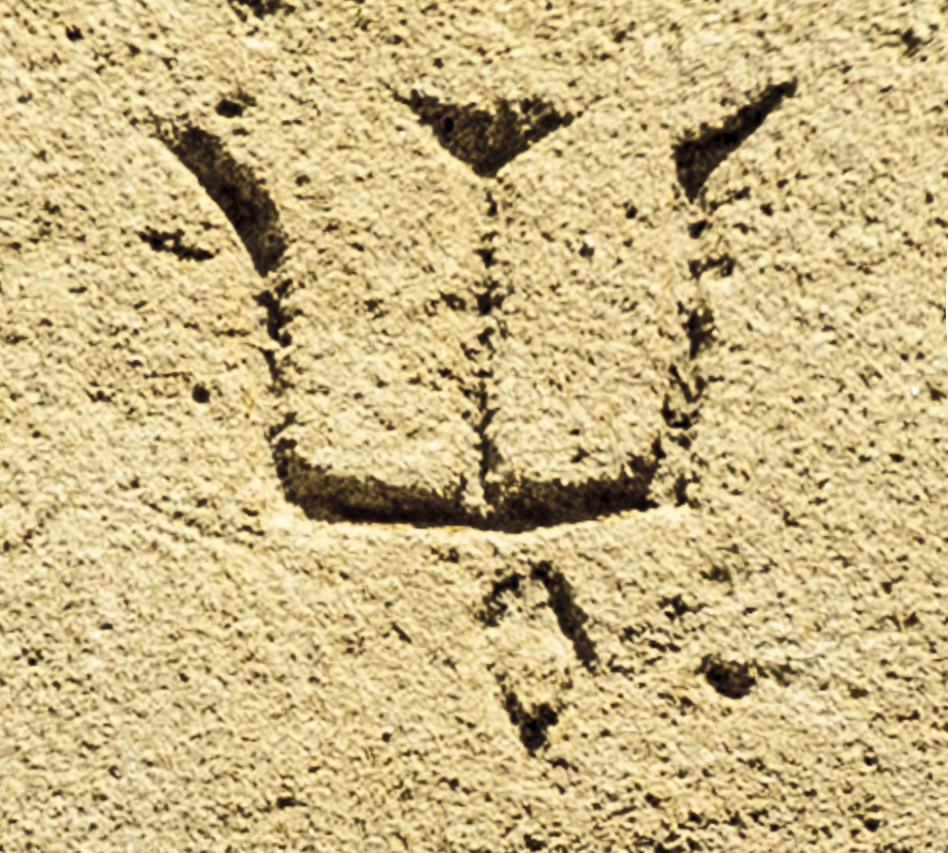
Marca de logia o maestro.
Iglesia de N.ª S.ª de la Asunción, Alcocer (Guadalajara).

En el claustro de la catedral de Santiago, en el suelo de la planta baja, pueden verse gran cantidad de marcas a modo de plano que fueron utilizadas por los canteros para el encaje de las piedras que luego formarían los arcos de la bóveda. 
Muchas son similares o con pequeñas diferencias debido a la costumbre de la época por la que los maestros canteros utilizaban la marca asignada por la logia, que era heredada por los descendientes con pequeñas diferencias según unas reglas establecidas basándose en la relación ascendiente-descendiente y el uso de la marca de la logia por los canteros que la formaban.

### Clasificación
Según el autor consultado existen diversos criterios de clasificación que tratan de facilitar el estudio de los signos agrupándolos por:
Origen

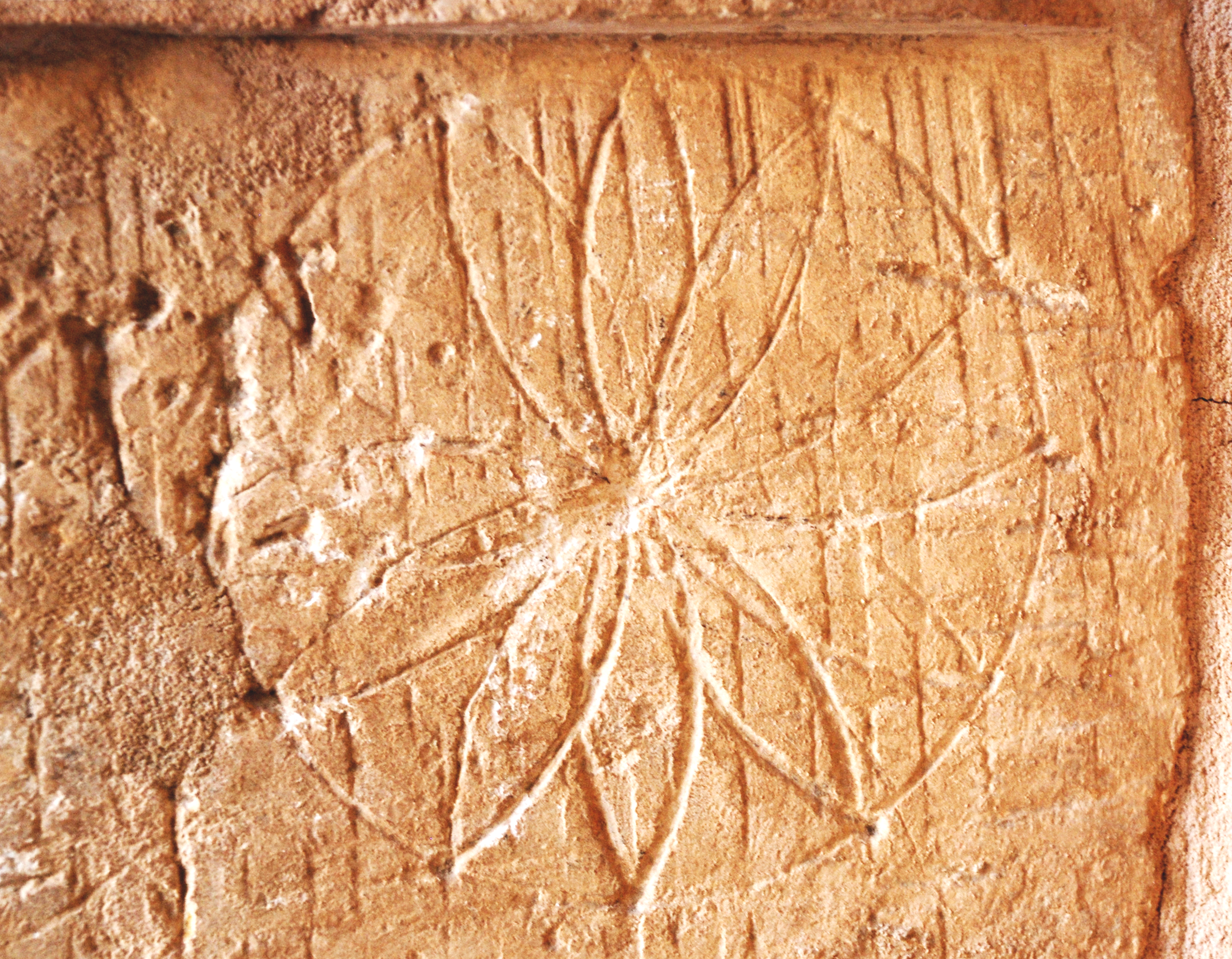
Marca de cantero (diseño).
Monasterio de Piedra (Zaragoza).

- Marcas de la cantera origen del bloque.
- Marcas efectuadas durante la construcción del edificio.
- Ideogramas: Viajeros, presos, etc.

Uso

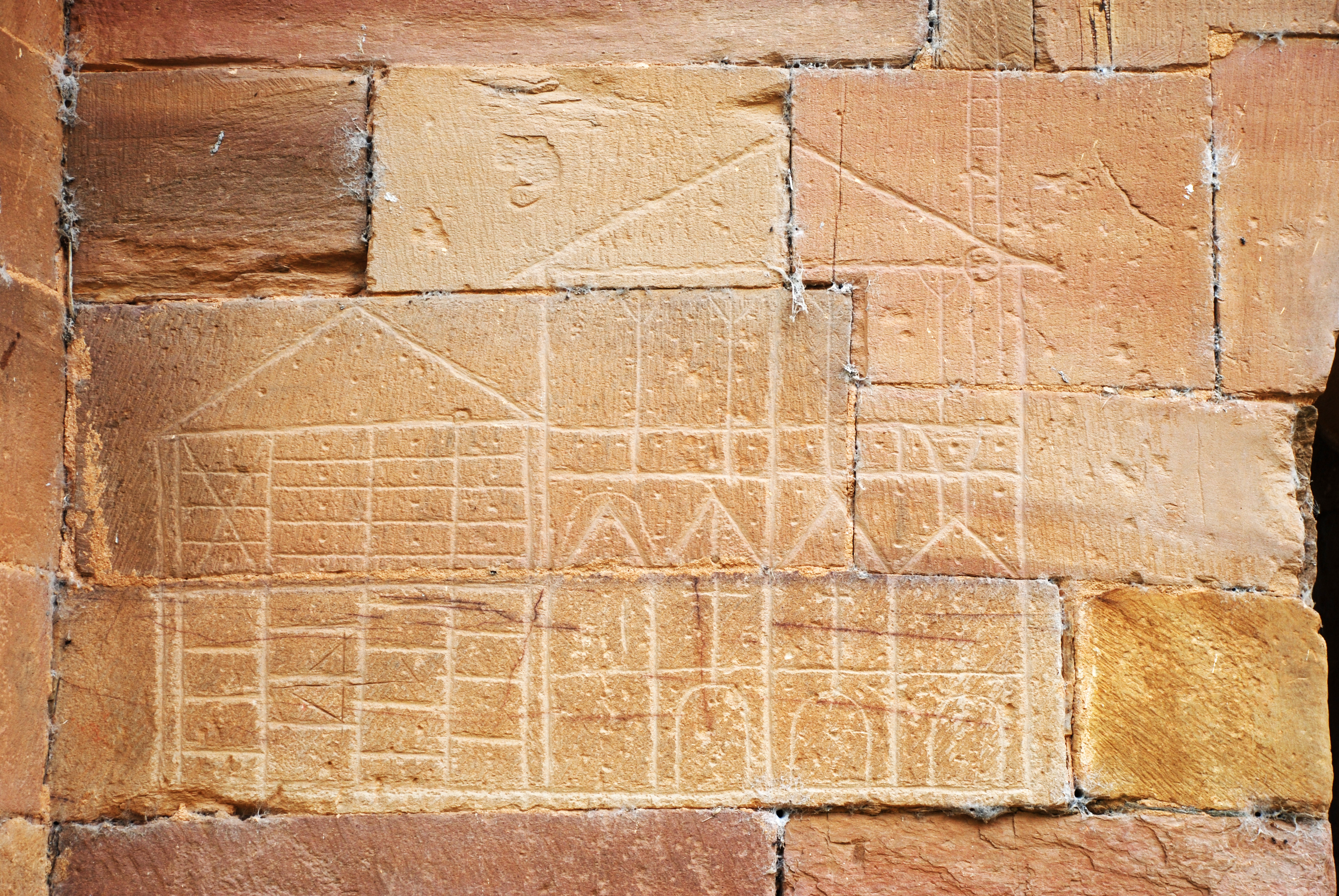
Grabado de un diseño.
Monasterio de Moreruela (Zamora).

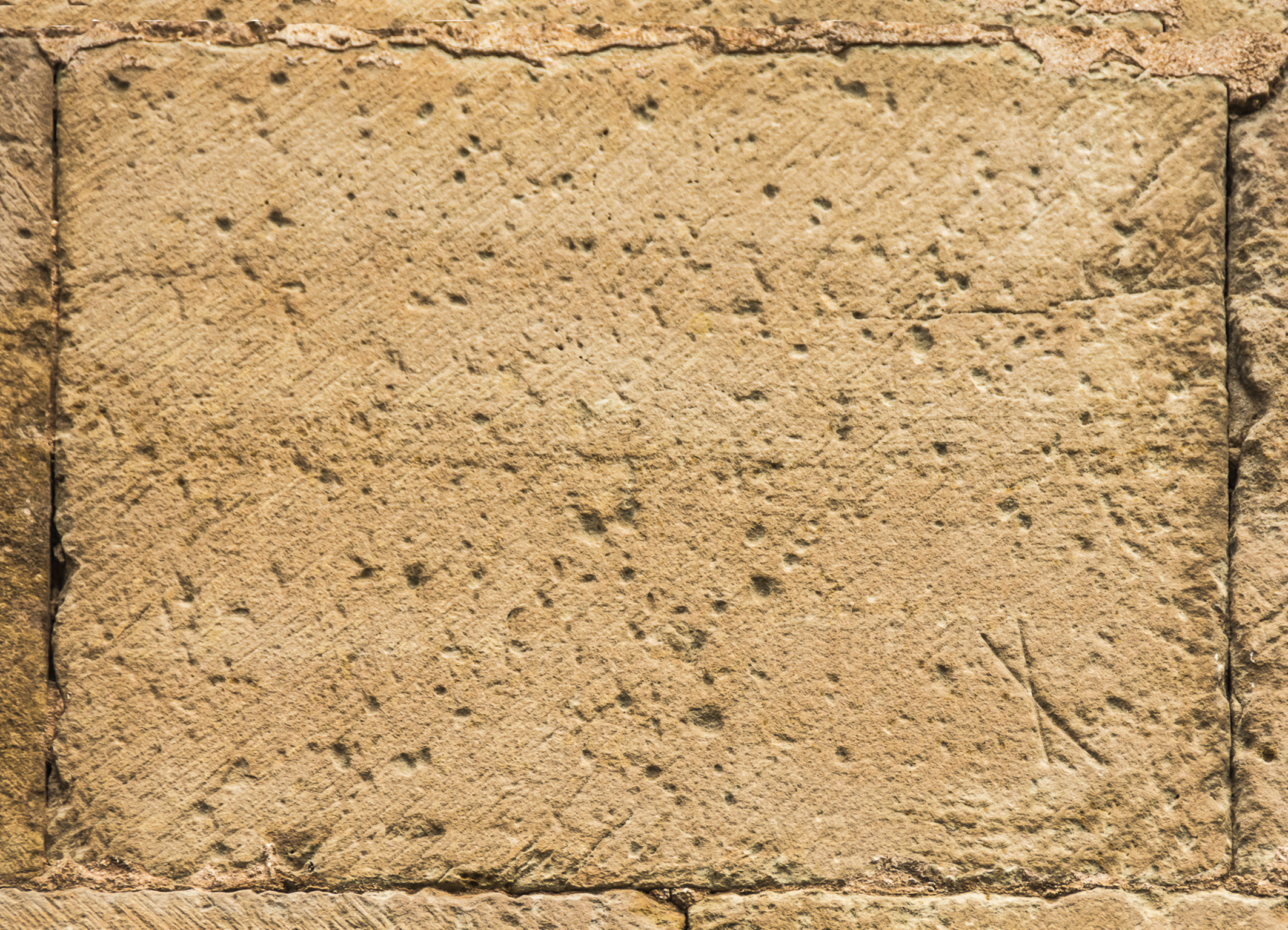
Marca de posición de sillar.
Cat. de S.ª María, Sigüenza (Guadalajara).

- Identificación. De cada logia local y del obrero para verificar el trabajo realizado y determinar el estipendio correspondiente.
- Marcas del Maestro responsable de la obra, marca personal e inscripciones del tipo "me fecit....".
- Marcas de los comitentes o donantes de algún sillar, columna o parte de la obra.
- Marcas de herramientas: Marcas de identificación personales que cada cantero graba en la actualidad en sus herramientas. No se dispone de referencias respecto si también era práctica habitual en la Edad Media.
- Marcas de diseño, usadas por los Maestros (diseño y ejecución de elementos importantes de la obra): bocetos, esquemas, planos, secciones de basas, rosetones, etc.
- Marcas de la cantera de procedencia del material, informando sobre la mejor posición de uso del bloque y sentido de la talla debido a veta, grietas, fisuras y estratos.  
- Marcas de posición, incorporadas durante la labra y ajuste final para indicar la posición del sillar o ensamblado de piezas (dovelas, columnas, etc.)
- Marcas de restauración actual.

Símbolos de creencias y devociones.

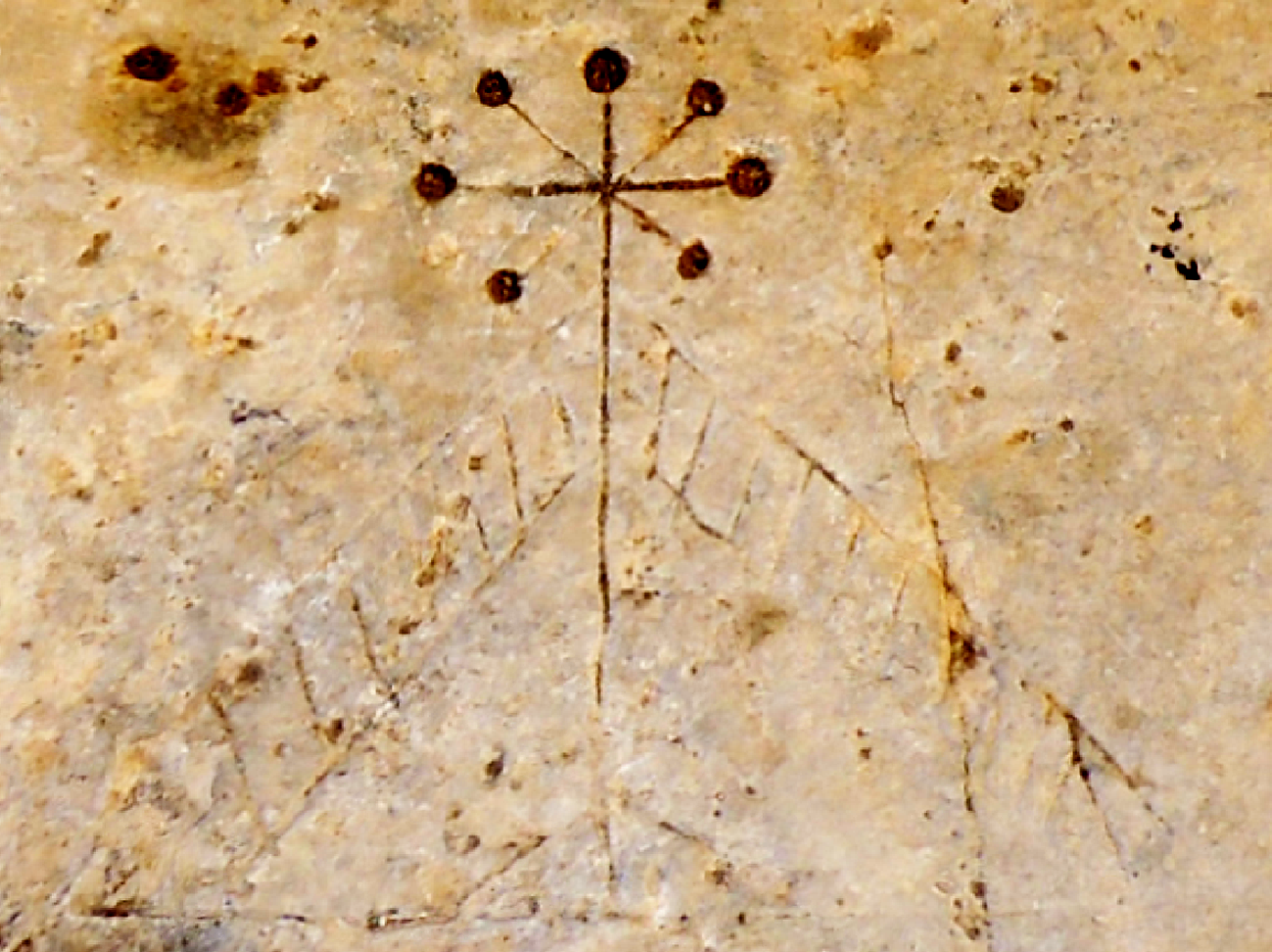
Ideograma cristiano.
Ermita de los Enebrales, Tamajón (Guadalajara).

- Signos y símbolos religiosos (cruces de consagración, monogramas, el pez o la cruz de los cristianos, sello de Salomón de los judíos, esvástica, etc.).
- Símbolos de estado social o profesión, como herramientas, ballestas, signos de esclavitud, etc.
- Marcas rituales: signos protectores, runas, etc.
- Signos astrológicos: zodiaco.

Grabados

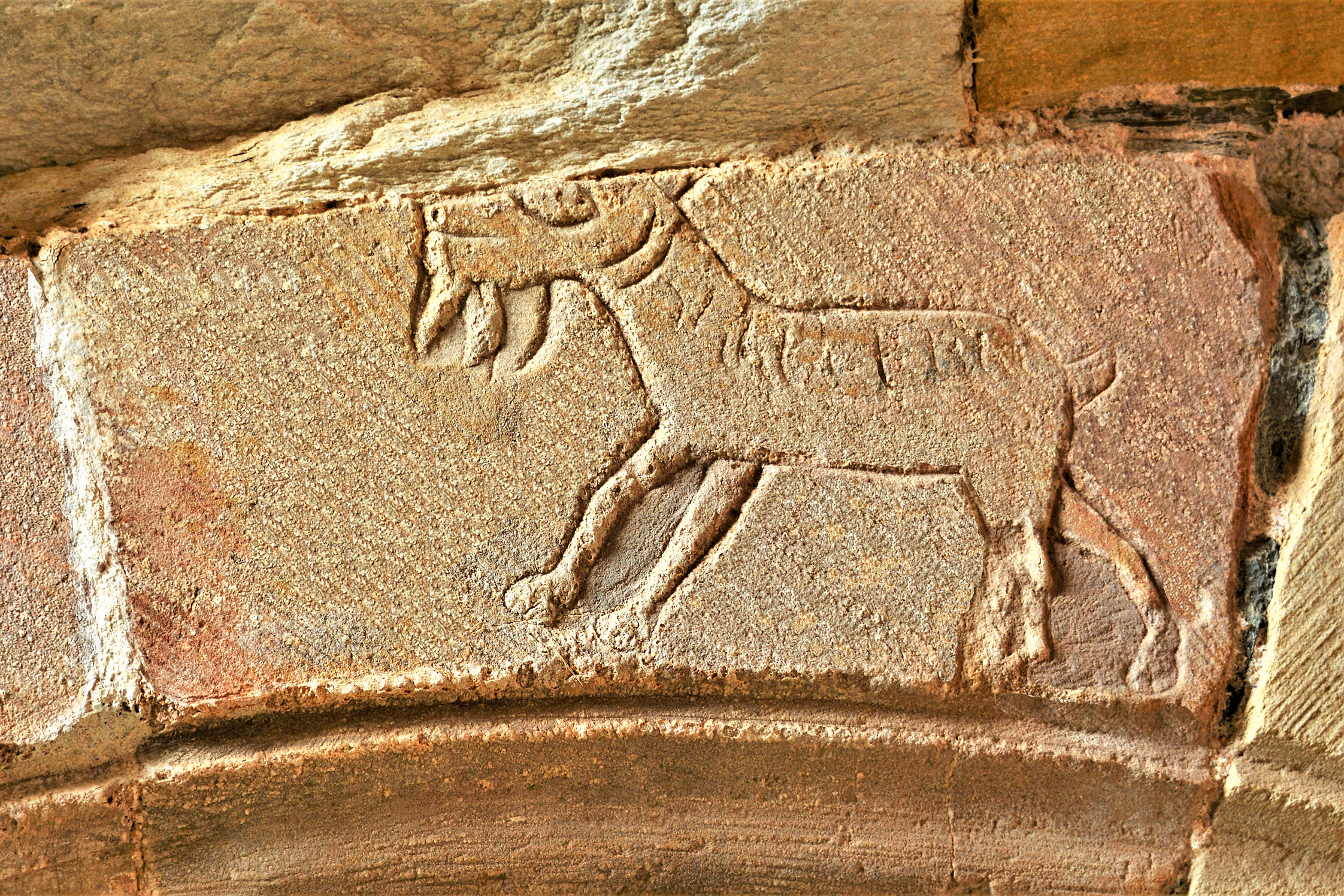
Ideograma de comitente.
Monasterio de Moreruela (Zamora).

- Formas antropomorfas, fitomorfas y zoomorfas.
- Mensajes y avisos entre viajeros de las logias, caballeros templarios, peregrinos, religiosos, presos, etc..
- Tableros de juegos (Alquerque, tres en raya, etc.).
- Relojes de sol y horologios.
- Laudas funerarias

Morfología
- Formas alfabéticas basadas en los lenguajes de la época: Alfabeto griego, mozárabe, visigótico, gótico, etc. (A, B, E, M, omega, etc.).

Alfabeto rúnico futhorc.

Según algunas hipótesis, los caracteres alfabéticos parecen estar tomadas del alfabeto de los lenguajes utilizados en la época, griego, visigótico, carolingio, latín, cirílico, rúnico, etc. En el caso de las runas de los alfabetos celtibérico, anglo-sajón y nórdico, aunque existe un cierto rechazo a incluirlas dentro de los criterios de clasificación, posiblemente basada en la escasa alfabetización en esa época y al carácter mágico y ritual que se les atribuye, es interesante constatar que las marcas más sencillas coinciden en un porcentaje amplio con sus caracteres. Ver Alfabeto rúnico.
- Formas numéricas. Poco frecuentes, usados casi exclusivamente en los relojes solares. Algunos autores afirman que también se encuentran en las partes enfrentadas de sillares contiguos para su ensamblado.
- Trazos rectos, curvas, ángulos, etc.
- Figuras geométricas (círculos, triángulos, polígonos, etc.).
- Símbolos religiosos cristianos (cruces, crismones y monogramas), judíos (estrella de cinco puntas o pentagrama de Salomón, muy frecuente) y musulmanes (Luna, poco frecuente y doble triángulo, muy frecuente).
- Herramientas (picos, horquillas, flechas, ballestas, etc.).
- Formas diversas (animales, plantas, reloj de sol, tableros de juegos medievales, etc.).
- Inscripciones.
- Símbolos de astronomía (planetas y zodiaco).

Complejidad

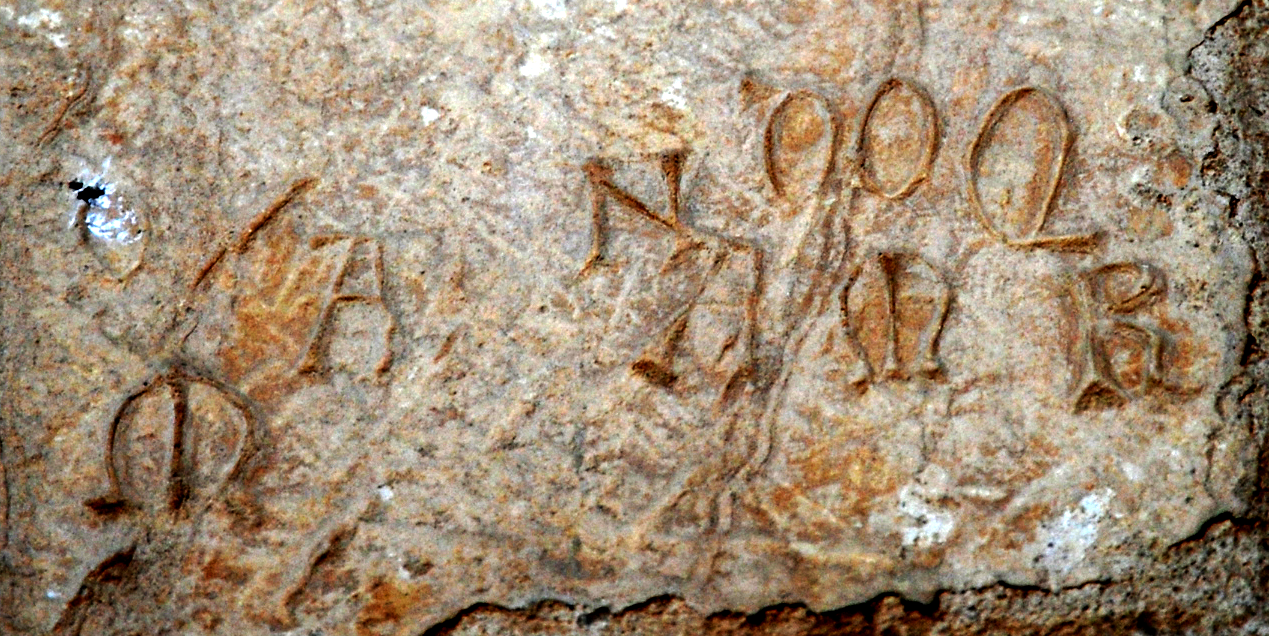
Inscripción.
Monasterio de San Miguel de Escalada (León).

- Sencillas, usadas en la cantera origen y por canteros no especializados en sillares para muros y marcas de posición.
- Complejas y de mejor calidad, de trazo nítido y fino, usado por canteros especializados y maestros canteros.

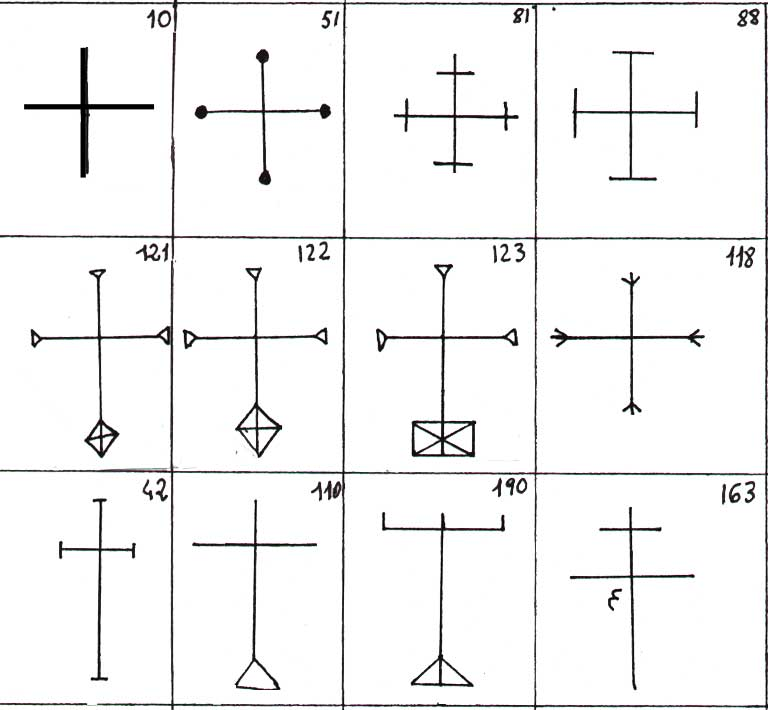
Ejemplo de marcas en forma de cruces. Joan Tous

Grafología
Algunos autores,   abordan la interpretación de los signos desde el punto de vista de la grafología, considerando su morfología y simbología en el espacio donde se encuentran.
Espacio: zonas dedicadas a religiosos (claustro) o seglares (muros, pórtico visible a todos los que entren en el templo).
Orientación: adelante, atrás, arriba, abajo (actitud).
Tamaño: grande, pequeña (hacerse notar o querer pasar desapercibido, humildad, etc).
Situación: arriba, abajo, centro o izquierda (introversión).
Forma: recta, curva, simple o compleja, elaborada (uso).
Unas interesantes clasificaciones son las utilizadas por Joan Tous y René Sansen. 
- Joan Tous agrupa los signos en 18 láminas-tipo: Trazos cruzados, letras griegas, Triángulos,... Cruces, etc.
- René Sansen establece grupos de signos identificados mediante signos-guía o iconos como ayuda para clasificar cada signo.

En el territorio de la península ibérica hay una rica variedad de marcas de cantería. Véanse unos ejemplos:

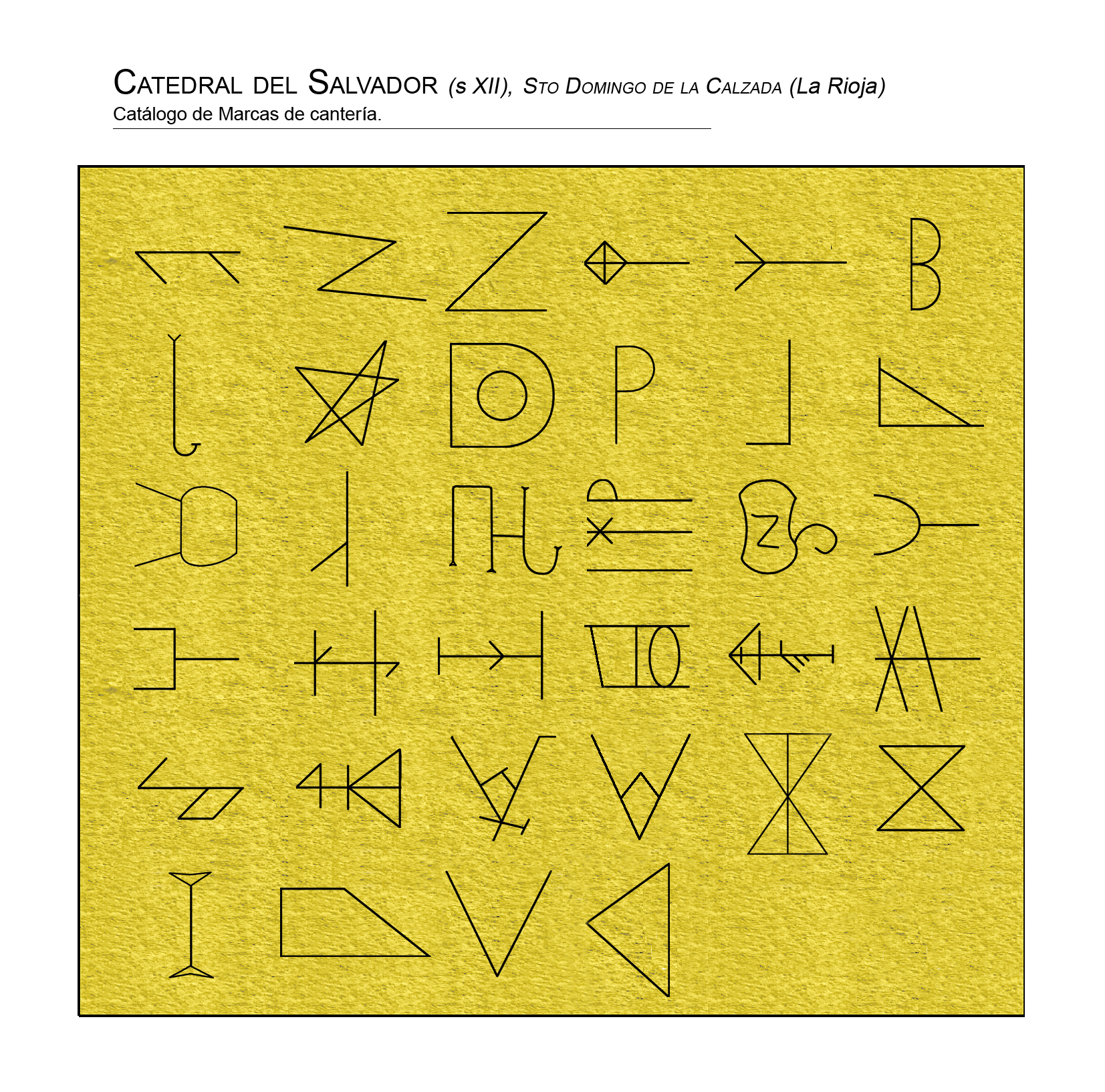
Catálogo de marcas de canteros. Catedral de Santo Domingo de la Calzada (Logroño).
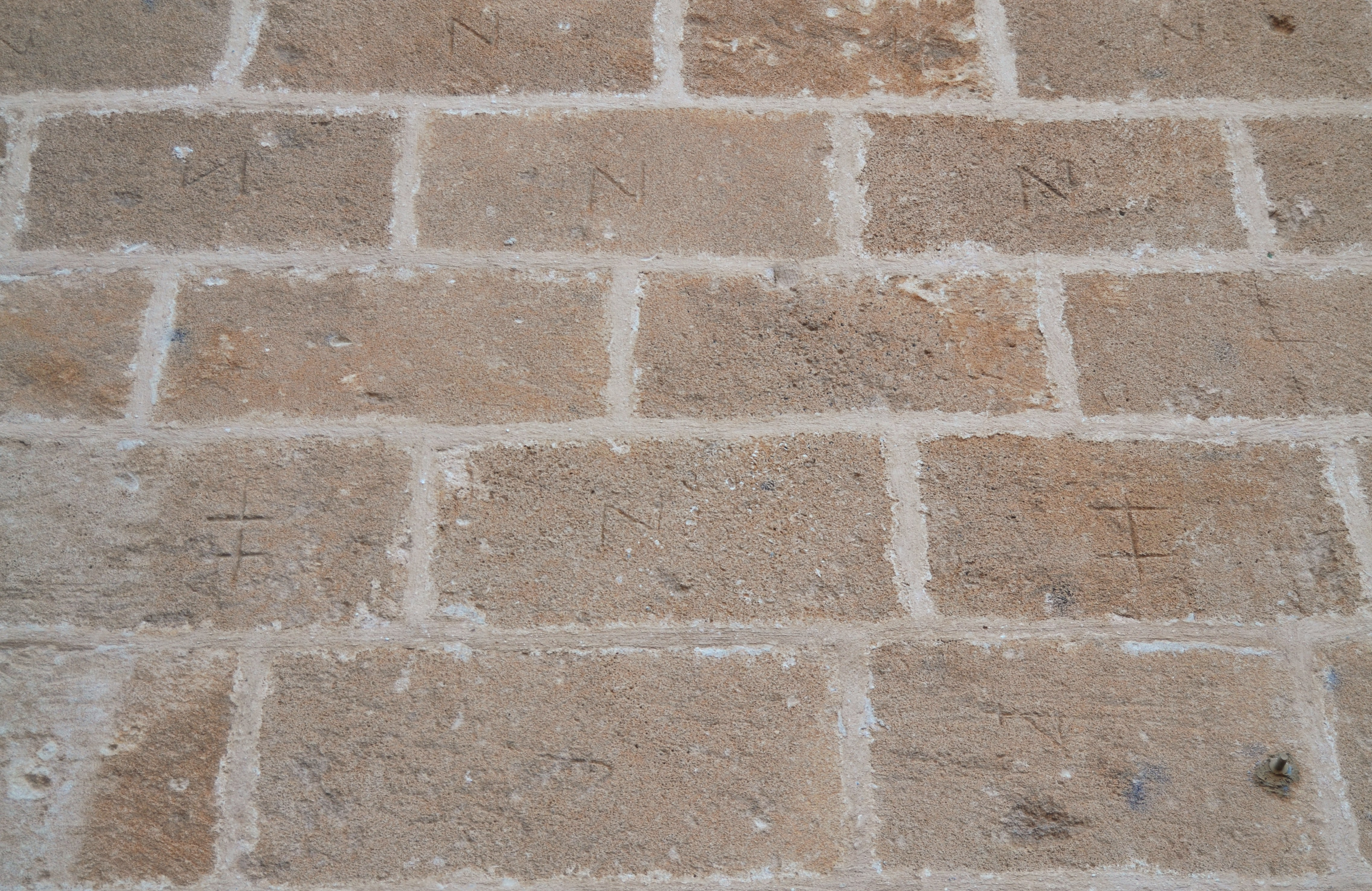
Marcas de cantero. Iglesia de San Bartolomé (Jávea).
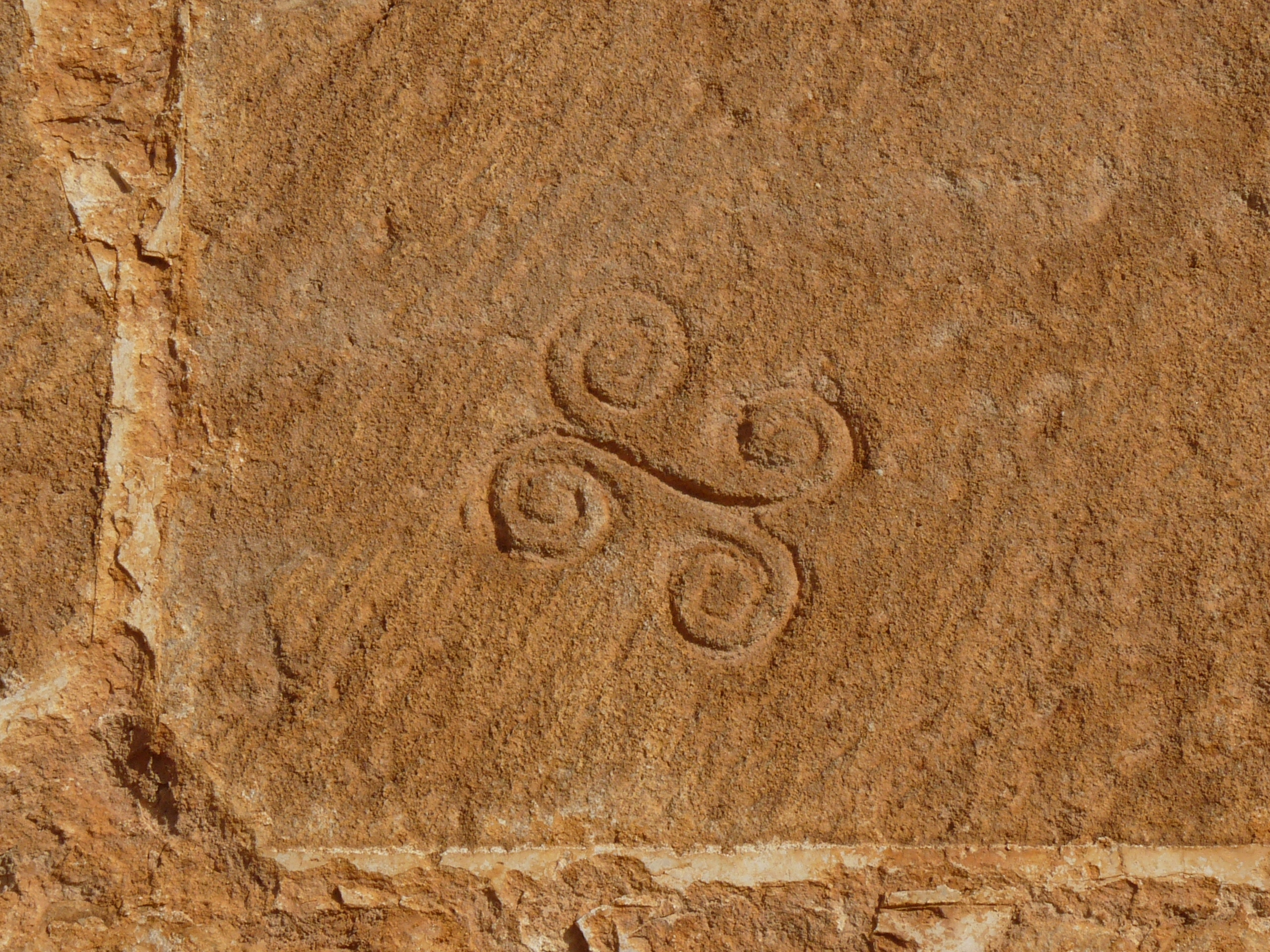
Marca de cantero. Monasterio de Santa María de Huerta (Soria).
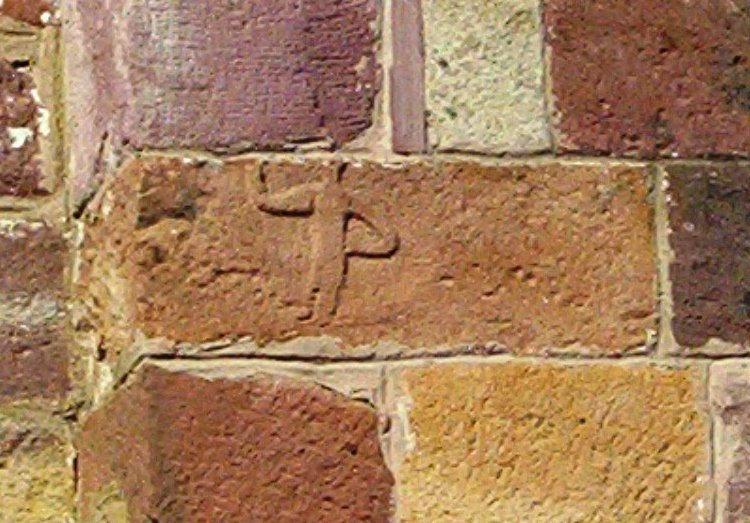
Marca de cantero. Erm. de Nuestra Señora de Somaconcha (Cantabria).

## Gliptografía
Esta sección es un extracto de Gliptografía.
Gliptografía es una disciplina surgida a finales del XX que estudia los signos grabados en la piedra, signos lapidarios, marcas de cantero, ideogramas, grafitis, etc., como expresión de la cultura medieval, aplicando las recomendaciones del método científico desde un punto de vista alejado de la magia, esoterismo y apreciaciones similares.
El análisis de las marcas de cantero se está utilizando cada vez con mayor frecuencia en la datación de edificios históricos, complementando otras técnicas de investigación arqueológica, como el uso de las UEM promovidas por Harris, publicaciones bibliográficas, etc.. Como ejemplo, entre otros:

...la necesidad de utilizar como argumento para la investigación, las permanencias físicas (paramentos, sillares, marcas de cantero) llegadas hasta nosotros ...

...para situar la finalización de los trabajos del cimborrio ha de recurrirse a las marcas de cantero ...
Pedrero Encabo, C. I., pág 270 y 207.

El método de estudio puede agruparse en tres fases:
- Toma de datos
- Clasificación
- Análisis

### Toma de datos
Conocido popularmente como trabajo de campo, es el paso más inmediato y familiar para los interesados en los signos lapidarios a cualquier nivel. Consiste en identificarlos y registrar su localización y morfología. 

### Clasificación
Esta fase también resulta familiar cuando el gusanillo de las marcas te ha picado y aumenta el número de imágenes disponibles. Su objetivo es agrupar los datos recopilados de forma accesible, ordenada y estructurada que facilite su estudio.
Una forma sencilla y amigable de aproximación a esta etapa es abordarla clasificándolas por tipos y relacionando su morfología con el posible uso o función atribuible a los signos y significado simbólico en la Edad Media: Identificación personal o colectiva, trabajos generales de la construcción (herramientas, extracción, labrado y ensamblado de sillares, etc.), asignándoles un nombre familiar, fácilmente reconocible y lo más general posible (martillo, estrella, flecha, número 8, letra Alfa, etc.).

### Análisis
El estudio de su morfología permite identificar los tipos:
- Marca normal.
- Marca especial.
- Marca de posición de sillar y ensamblado.
- Ideograma.
- Grafiti.

El análisis morfológico de los signos lleva a F. Rziha a las siguientes conclusiones:

<<...Su morfología evoluciona desde trazos simples hacia formas más complejas y sofisticadas, a medida que lo hacen las formas arquitectónicas:
- Líneas rectas sencillas que evolucionan hacia trazos más complejos.
- Signos sencillos formados por líneas simples, rectas o curvas.
- Signos más complejos.
- Signos curvos de un solo radio que evolucionan hacía signos de varios radios. ...>>

<<...Las marcas se pueden agrupar según el criterio:
- Signos con el mismo ángulo y una estructura simétrica respecto a un centro común. ...>>

<<...Estas conclusiones permiten constatar que el origen elemental de las marcas está constituido por:
- el círculo, el cuadrado y el triángulo. ...>>

Rziha F.   pp. 45-47

## Signos lapidarios en España
| SIGNOS LAPIDARIOS EN ESPAÑA |
| --- |
| ÁLAVA ALICANTE ASTURIAS ÁVILA BARCELONA BURGOS CANTABRIA CASTELLÓN CORUÑA GERONA GUIPÚZCOA HUESCA LÉRIDA LUGO GUADALAJARA LA RIOJA LEÓN MADRID NAVARRA ORENSE PALENCIA PONTEVEDRA SALAMANCA SEGOVIA SORIA TARRAGONA TERUEL VALENCIA VALLADOLID VIZCAYA ZAMORA ZARAGOZA |
| Localización de signos por provincias. |

| Provincia   | Planta de edificios | Catálogo de signos |
| ----------- | ------------------- | ------------------ |
| Alicante    | Ρ                   | ৳                  |
| Burgos      | P                   | ৳                  |
| Guadalajara | P                   | ৳                  |
| Guipúzcoa   | P                   | ৳                  |
| La Rioja    | P                   | ৳                  |
| León        | P                   | ৳                  |
| Madrid      | P                   | ৳                  |
| Palencia    | P                   | ৳                  |
| Pontevedra  | P                   | ৳                  |
| Salamanca   | Ρ                   | ৳                  |
| Segovia     | P                   | ৳                  |
| Soria       | P                   | ৳                  |
| Zamora      | P                   | ৳                  |